# Quelídrids
Els quelídrids (Chelydridae) són una família de tortugues que inclou diverses espècies americanes. Les més conegudes són la tortuga mossegadora (Chelydra serpentina) i la tortuga aligator (Macrochelys temminckii). Alguns autors inclouen també en aquesta família el gènere Platysternon.

## Classificació de gèneres registrats
Família Chelydridae
Gènere Acherontemys †
Gènere Chelydrops †
Gènere Chelydropsis †
Gènere Emarginachelys †
Gènere Macrocephalochelys †
Gènere Planiplastron †
- Subfamília Chelydrinae

Gènere Protochelydra †
Gènere Macrochelys
- Macrochelys tenmincki
- Macrochelys apalachicolae
- Macrochelys suwanniensis

Chelydra
- Chelydra serpentina
- Chelydra acutirrostris
- Chelydra rossignyoni